# Ванч
Ванч (тадж. Ванҷ)  — річка в Таджикистані. Права притока річки Пяндж у Ванцькому районі, що у знаходиться на північному заході Горно-Бадахшанської автономної області.

## Загальний опис
Річка Ванч   має довижину 103 км, сточище — 2,070 км².
Бере початок з Абдукагорського льодовики, що у Ванчському хребті. Протікає між Ванчським хребтом та східною частиною Дарвазького хребта. Тип живлення річки - льодовиково-сніговий.
Одна з річок, русло якої розташоване виключно на території Таджикистану.

## Сучасний стан
На річці побудована гідроелектростанція.
Неподалік річки стоїть село Ванч, адміністративний центр Ванчського району, що у Горно-Бадахшанській автономній області.